# Lucyna Talejko-Kwiatkowska
Lucyna Talejko-Kwiatkowska (ur. 1964 w Poznaniu) – polska ilustratorka i graficzka.

## Życiorys
Absolwentka Wydziału Grafiki Akademii Sztuk Pięknych w Poznaniu, gdzie w 1988 roku obroniła dyplom w pracowni ilustracji i typografii u Grzegorza Marszałka. Od 1988 roku jest wykładowcą na macierzystej uczelni, a od roku 2015 także kierownikiem studiów doktoranckich na Wydziale Grafiki i Komunikacji Wizualnej.
Zaprojektowała okładki do kilkuset książek, wydawanych przeważnie w ramach serii wydawniczych Salamandra (wydawnictwo Rebis), Kameleon (Zysk i S-ka), Ziemski dom (Muza), a także w wydawnictwach Media Rodzina i W.A.B. Jest też autorką ilustracji m.in. do Alicji w Krainie Czarów Lewisa Carrolla oraz Przygód Sindbada Żeglarza i Klechd sezamowych Bolesława Leśmiana.